# Bertil Westling-Leman
Ej att förväxla med riksspelman Bertil Westling (född 1927).
Vilhelm Bertil Westling-Leman, även känd som Bert Leman och enbart Leman, född 13 november 1888 i Västerås i Västmanlands län, död 4 december 1954 i Johannes församling i Stockholm, var en svensk artist.
Bertil Westling-Leman var i unga år engagerad i Karin Swanströms teatersällskap och arbetade därefter inom cirkus. Han utsågs till Sveriges bästa humorist 1922. Åren 1924–1930 turnerade han med hustrun i USA. Hans grupp Leman Comedy & Co blev populär där. Vid en skivinspelning i Chicago på det amerikanska skivbolaget Victor 1928 sjöng han bland annat in låten Josefin mä symaskin. Återkommen till Sverige reste han runt i folkparkerna. Han skrev ett flertal sånger och texter, bland annat till Skånska Lasse.
Bertil Westling-Leman var från 1919 till 1940 gift med skådespelaren Anna Westling-Leman (ogift Wahlström, 1889–1974). De adopterade sonen Gottlieb Sigvard Vagner Westling-Leman (1914–1988).
Bertil Westling-Leman är begravd på Skogskyrkogården i Stockholm.

## Diskografi

### Skivsidor
- 1928 – Då ska morsan vara me'
- 1928 – Gånglåt / Piano
- 1928 – Josefin med symaskin / Violin - dragspel
- 1928 – Jumpa / Violin - dragspel
- 1928 – Karleken / Violin - dragspel
- 1928 – Syrvorkeri (Fyrverkerier) / Violin
- 1928 – Så är den da'n förstörd / Violin
- 1928 – Sörmanlands beväringa / Piano